# سان جودان
سان جودان هي بلدية فرنسية تقع في إقليم غارون العليا جنوب غرب فرنسا.